# Hemlock Grove (série de televisão)
Hemlock Grove é uma série de televisão via streaming americana de terror da Netflix, do produtor executivo Eli Roth, desenvolvida por Brian McGreebhy & Lee Shipman, e produzida por Gaumont International Television. A série é baseada no romance de McGreevy, Hemlock Grove, que foi lançado em 27 março de 2012. Após anúncio da Netflix, em 9 de fevereiro de 2019,  Hemlock Grove teve sua estreia em 19 de abril de 2013.
Em 19 de junho de 2013, a Netflix renovou a série para a segunda temporada, a produção começou no final de 2013, estreou em 11 de 2014.
Em 2 de setembro de 2014, a Netflix renovou a série para uma terceira e última temporada de 10 episódios que estreou em 23 de outubro de 2015.

## Enredo
A série se passa na cidade de Hemlock Grove, localizada na Pensilvânia. Quando duas adolescentes são brutalmente assassinadas e seus corpos são largados para que alguém os ache no dia seguinte, Peter Rumancek (Landon Liboiron), um jovem cigano de 17 anos, é acusado desses crimes e há também boatos de que ele seja um lobisomem. Mesmo sendo, secretamente, um lobisomem, ele não é o assassino. Juntamente com Roman Godfrey (Bill Skarsgård), que é um upir, planejam resolver o mistério.
Na segunda temporada, dois antigos personagens coadjuvantes foram promovidos para o elenco principal: Destiny (Tiio Horn), a prima mais velha de Peter que ganha a vida como médium, e Dr. Johann Pryce (Joel de la Fuente), o cientista-chefe do Instituto Godfrey, um brilhante e implacável cientista, dotado de super-força. Um culto surgiu e se empenha em destruir as criaturas sobrenaturais em Hemlock Grove a todo o custo. Para piorar a situação, Peter e Roman lutam contra sua natureza, já que Peter corre o risco de se transformar em um assassino, e Roman desenvolve uma fome insaciável para matar. À medida que os dois combatem seus inimigos e lidam com seus problemas, eles também devem lidar com os monstros que eles estão se tornando ou já se tornaram,

## Elenco

### Principal
| Ator              | Personagem        | Temporadas | Temporadas   | Temporadas   |
| Ator              | Personagem        | 1          | 2            | 3            |
| ----------------- | ----------------- | ---------- | ------------ | ------------ |
| Famke Janssen     | Olivia Godfrey    | Principal  | Principal    | Principal    |
| Bill Skarsgård    | Roman Godfrey     | Principal  | Principal    | Principal    |
| Landon Liboiron   | Peter Rumancek    | Principal  | Principal    | Principal    |
| Madeleine Martin  | Shelley Godfrey   | Principal  | Principal    | Principal    |
| Penelope Mitchell | Letha Godfrey     | Principal  | Participação |              |
| Dougray Scott     | Norman Godfrey    | Principal  | Principal    |              |
| Joel de la Fuente | Dr. Johann Pryce  | Principal  | Principal    | Principal    |
| Laurie Fortier    | Marie Godfrey     | Principal  |              |              |
| Kaniehtiio Horn   | Destiny Rumancek  | Recorrente | Principal    | Principal    |
| Lili Taylor       | Lynda Rumancek    | Recorrente | Principal    |              |
| Freya Tingley     | Christina Wendall | Principal  | Participação |              |
| Madeline Brewer   | Miranda Cates     |            | Principal    | Participação |
| Camille De Pazzis | Annie Archambeau  |            |              | Principal    |

### Recorrente
| Ator               | Personagem                                                         | Temporadas | Temporadas | Temporadas |
| Ator               | Personagem                                                         | 1          | 2          | 3          |
| ------------------ | ------------------------------------------------------------------ | ---------- | ---------- | ---------- |
| Aaron Douglas      | Sheriff Sworn                                                      | Recorrente |            |            |
| Kandyse McClure    | Dra. Clementine Chasseur                                           | Recorrente |            |            |
| Eliana Jones       | Alexa Sworn                                                        | Recorrente |            |            |
| Emilia McCarthy    | Alyssa Sworn                                                       | Recorrente |            |            |
| Demore Barnes      | Michael Chasseur                                                   | Recorrente | Recorrente |            |
| Luke Camilleri     | Andreas Vasilescu                                                  |            | Recorrente | Recorrente |
| J. C. MacKenzie    | Dr. Arnold Spivak                                                  |            | Recorrente | Recorrente |
| Alex Hernandez     | Isaac Ochoa / Chango                                               |            |            | Recorrente |
| Richard Gunn       | Aitor Quantic                                                      |            |            | Recorrente |
| Michael Therriault | Dr. Klaus Blinsky                                                  |            |            | Recorrente |
| Landon Norris      | Tyler                                                              | Recorrente |            |            |
| Holly Deveaux      | Jenny Fredericks                                                   | Recorrente |            |            |
| Shauna MacDonald   | Dra. Galina ￼Zheleznova-Burdukovskaya (Alyona Potyomkina-Zosimova) |            | Recorrente |            |

## Desenvolvimento e produção
Em dezembro de 2011, o Deadline.com informou que o Netflix e Gaumont International Television estavam finalizando um acordo para encomendar 13 episódios para Hemlock Grove. O projeto foi anunciado oficialmente em março de 2012.Eli Roth é o produtor executivo e dirigiu o piloto e os dois últimos episódios da temporada. Deran Sarafian, que fechou um contrato no meio de maio para ser o produtor executivo da série, espera-se que ele dirija quatro episódios.
Após McGreevy adiar a série para ser filmada em Pittsburgh, a produção deve começar no início de junho de 2012 e acabar em novembro. Na metade de maio, Gaumont International Television decidiu sair da Pennsylvania a favor da produção em Toronto, no Canadá.. As gravações começaram em 13 de julho de 2012 em Port Perry, em Ontario; uma cidade pequena a uma hora ao norte de Toronto, que foi reformada para se parecer com a cidade americana de Hemlock Grove.
O orçamento para a primeira temporada de Hemlock Grove é, supostamente, de 45 milhões de dólares.

### Música
A trilha sonora para a série será composta por Nathan Barr.

## Recepção

### Audiência
Após a semana de estreia, Netflix anunciou que "Hemlock Grove foi vista por mais membros no mundo todo em sua primeira semana do que a aclamada série House of Cards.